# ライシーアム劇場 (4番街)
ライシーアム劇場（ライシーアムげきじょう、Lyceum Theatre）は、ニューヨーク市マンハッタン区の4番街（後のパーク街南）、23丁目と24丁目の間にあった劇場。1885年に竣工し、1902年まで運営されたが、メトロポリタン生命保険会社タワーの建設に伴って解体された。これに代わって新しいライシーアム劇場が45丁目に建設された。旧ライシーアム劇場が運営されていた期間のほとんどにわたって、ダニエル・フローマンのライシーアム劇場専属劇団 (Daniel Frohman's Lyceum Theatre Stock Company) がここを拠点とし、当時の重要な演劇が上演され、俳優たちが数多く舞台に上がった。

## 建築
この建物の、3層から成るオーディトリアム（観客席の空間）は、高さ75フィート (23 m)、幅48.5フィート (14.8 m)あり、727席が設けられ、その内訳はボックス席88、一階前部席 (parquet) 344、二階正面席 (dress circle) 172、ひな壇式桟敷 (balcony) 123であった。この劇場は、電灯を用いた最初の劇場ではなかったが、トーマス・エジソン自身がその設計施工に関わったとされる全面的に電灯だけで照明をまかなった最初の劇場であり、内装の設計はルイス・カムフォート・ティファニーが手がけた。しかし、新機軸として導入された新しい技術の中には、長続きしなかったものもあり、最初のシーズンには、オーケストラが「自動エレベーター車 (automatic elevator car)」によってフライ・ギャラリー（fly gallery、舞台脇の高い位置にある足場）に上がり、そこからプロセニアム越しに上演中に演奏を流すという趣向があったが、2年目からはこの「車」は撤去された。入場券は、開場当初は1ドルから2ドル50セントであった。

## 起源
俳優、劇作家で、舞台技術のイノベーターでもあったスティール・マッカイと、プロデューサーのグスタヴ・フローマンが、ライシーアム演劇学校 (the Lyceum School of Acting) の拠点としてこの劇場を建設し、フランクリン・H・サージャント (Franklin H. Sargent) とともに運営することを企てた。この学校は、程なくしてニューヨークム演劇学校 (the New York School of Acting) となり、次いで1888年にアメリカン・アカデミー・オブ・ドラマティック・アーツ (AADA) となった。サージャントはすぐにこの事業を離れ、その後の半年ほどの間にマッカイとフローマンは、ティファニーら債権者たちへの支払いのために、自分たちの持分を売却処分せざるを得なくなった。やがて、女優ヘレン・ドーブレイが支配人となり、彼女はアメリカ合衆国における最も初期の女性劇場経営者のひとりとなった。グスタヴの兄でインプレサリオ（興行主）であったダニエル・フローマンが、3シーズン目のはじめから経営を引き継ぎ、劇場が解体された1902年まで経営者の座に留まり、その後、45丁目に新たなライシーアム劇場を開場した。

## ライシーアム劇場専属劇団
ダニエル・フローマンは、劇場の専属劇団としてライシーアム劇場専属劇団を運営し、概ね同じメンバーの劇団が、各シーズンに異なる演目を上演していた。フローマンは「現代劇 (modern plays)」を数多く上演紹介しようと取り組んでいた。実際に上演された中には、古めかしいメロドラマ形式のものも、より新しい、映画時代の到来直前の時期に広まっていた、自然主義や現実主義の形式によるものもあった。ライシーアム劇団は、俳優たちやセット、音楽家、制作クルー、広報担当などを丸ごと地方巡業に送り出すこともしていた。それ以前は、主役級の役者たちだけが巡業に出て、各地の地元の俳優たちや音楽家たちと公演をすることがよくあり、結果として公演の芸術的な質はまちまちなものになっていた。1886年から1890年まで、デーヴィッド・ベラスコがライシーアム劇団の舞台監督を務め、ヘンリー・チャーチル・デミルとともに劇団のために3作品を共作し、演劇学校でも教鞭を執った。1899年1月、劇場閉場の3年前に、フローマンは劇団をダリーズ劇場 (Daly's Theatre) に移した。フローマンは、劇団が移動した後も、弟のチャールズ・フローマンとともに、演劇の上演を継続した。

### 俳優陣
ライシーアム劇場で上演された演劇には、アメリカ合衆国やイギリスの俳優たちが出演した。その多くは、後にサイレント映画にも出演した
- W.C. Bellows
- William Courtleigh
- Rowland Buckstone
- Georgia Cayvan
- Helen Dauvray
- James K. Hackett
- Virginia Harned
- Isabel Irving
- Herbert Kelcey
- W.J. LeMoyne
- Sarah Cowell Le Moyne
- Enid Leslie
- Mary Mannering
- Edward J. Morgan
- Kate Pattison-Selten
- Annie Russell
- Morton Selten
- Effie Shannon
- E. H. Sothern
- Sam Sothern
- Ernest Tarleton
- Elizabeth “Bessie” Tyree
- Charles Walcot
- Mrs. Charles Walcot
- Thomas Whiffen
- Mrs. Thomas “Blanche” Whiffen

劇団員同士で結婚した例もあった。
- William Faversham and Julie Opp
- James K. Hackett and Mary Mannering
- Herbert Kelcey and Effie Shannon
- Morton Selten and Kate Pattison-Selten
- E.H. Sothern and Virginia Harned
- Mr. and Mrs. Charles Walcot
- Mr. and Mrs. Thomas Whiffen

## 上演された作品
ライシーアム劇場では80以上の作品が上演されたが、その他にも何十もの慈善行事、コンサート、講演会、アマチュアや学生による上演、短期間だけ行われた巡業公演や、レパートリー・シアター形式で上演された作品などがあった。以下で「WP」は世界初演、「AP」はアメリカ合衆国初演を意味する。
- Dakolar、スティール・マッカイ、1885年4月6日
- In Spite of All、スティール・マッカイ（ヴィクトリアン・サルドー（英語版）原作）、1885年9月15日
- One of Our Girls、ブロンソン・ハワード（英語版）、1885年1月10日 - 200公演
- The Highest Bidder、ジョン・マディソン・モートン（英語版）、1887年5月3日、WP - ダニエル・フローマンとデーヴィッド・ベラスコが組んだ最初の作品
- Editha's Burglar、フランシス・ホジソン・バーネットとジョージ・フリーマイン (George Flemine)、1887年9月19日/19/1887.
- The Wife、デーヴィッド・ベラスコとヘンリー・デミル、1887年11月1日、WP、239公演
- Lord Chumley、ヘンリー・デミルとデーヴィッド・ベラスコ、1888年8月21日、WP
- Sweet Lavender、アーサー・ウィング・ピネロ（英語版）、1888年11月13日、AP、100公演以上
- The Marquis、ヴィクトリアン・サルドー、1889年3月18日
- The Charity Ball、デーヴィッド・ベラスコとヘンリー・デミル、1889年11月19日、WP、200公演
- The Maister of Woodbarrow、ジェローム・K・ジェローム、1890年8月26日、AP
- The Idler、チャールズ・ハドン・チェンバース（英語版）、1890年11月11日、WP
- Nerves、J・コミンズ・カー（英語版）、1891年1月19日、AP
- Old Heads and Young Hearts、ディオン・ブシコー（英語版）、1891年4月6日
- The Dancing Girl、ヘンリー・アーサー・ジョーンズ（英語版）、1891年8月31日、AP
- Lady Bountiful、アーサー・ウィング・ピネロ、1891年11月16日、AP
- Squire Kate、ロバート・ブキャナン（英語版）翻案、1892年1月18日
- Merry Gotham、エリザベス・マーベリー（英語版）、1892年3月14日、WP
- Captain Lettarblair、マーゲリート・メリントン (Marguerite Merrington)、1892年8月16日、WP
- Americans Abroad、ヴィクトリアン・サルドー、1892年12月5日
- The Guardsman、ジョージ・ロバート・シムズ（英語版）とセシル・レイリー（英語版）、1893年4月3日
- Sheridan, or the Maid of Bath、ポール・ポッター (Paul Potter)、1893年9月5日
- Our Country Cousins、ポール・ポッター、1894年1月8日、WP
- The Amazons、アーサー・ウィング・ピネロ、1894年2月19日、AP、100公演以上
- The Case of Rebellious Susan、ヘンリー・アーサー・ジョーンズ、1894年12月29日
- The Prisoner of Zenda、エドワード・エヴェレット・ローズ（英語版）、1895年9月4日、200公演以上
- The Home Secretary、R・C・カートン（英語版）、1895年11月25日、AP
- An Enemy to the King、ロバート・ニールソン・スティーヴンス（英語版）、1896年9月1日、103公演
- The Late Mr. Castello、シドニー・グランディ（英語版）、1896年12月14日
- The First Gentleman of Europe、フランシス・ホジソン・バーネットとジョージ・フレミング (George Fleming)、1897年1月25日
- The Mysterious Mr. Bugle、マドレーヌ・ルーセット・ライリー（英語版）、1897年4月19日
- The Princess and the Butterfly、アーサー・ウィング・ピネロ、1897年11月23日
- The Tree of Knowledge、R・C・カートン、1898年1月24日
- The Moth and the Flame、クライド・フィッチ（英語版）、1898年4月11日
- The Adventure of Lady Ursula、アンソニー・ホープ、1898年9月1日
- Trelawny of the 'Wells'、アーサー・ウィング・ピネロ、1898年11月22日、AP、131公演
- His Excellency the Governor、ロバート・マーシャル（英語版）大尉、1899年5月9日、専属劇団が去った後、最初の公演
- Miss Hobbs、ジェローム・K・ジェローム、1899年9月7日、158公演
- My Daughter-in-Law、ポール・ビロー（英語版）とミシェル・カレ（英語版）、1900年2月26日
- A Royal Family、ロバート・マーシャル大尉、1900年9月5日、175公演
- The Love Match、シドニー・グランディ、1901年10月12日
- The Girl and the Judge、クライド・フィッチ、1901年12月4日、この劇場最後の公演、125公演